# Alice-Herz-Platz
Der Alice-Herz-Platz ist ein Stadtplatz im Berliner Ortsteil Mahlsdorf (Bezirk Marzahn-Hellersdorf). Er wurde bei der Bebauung der damaligen Vorstadtsiedlung im Norden der Gemeinde Mahlsdorf (heute Ortsteil von Berlin) als Platz 18 angelegt. Im Jahr 2003 erhielt er zu Ehren der deutschen Pazifistin und Journalistin Alice Herz seinen heutigen Namen.

## Lage und Geschichte
Die umgebenden Straßen bilden ein gleichseitiges Dreieck, auf dem der mit Bäumen und Büschen bewachsene Grünplatz angelegt wurde. Er ist nordwestlich und nordöstlich von Hecken und einem durchgängigen Eisendrahtzaun begrenzt. Auf der Südseite, an der Giesestraße, gibt es zwei Eingänge in die gepflegte Anlage. Ein zunächst mit kleinen Steinmosaiken gestalteter Eingangsbereich geht in geschotterte Wege mit Ruhebänken über.

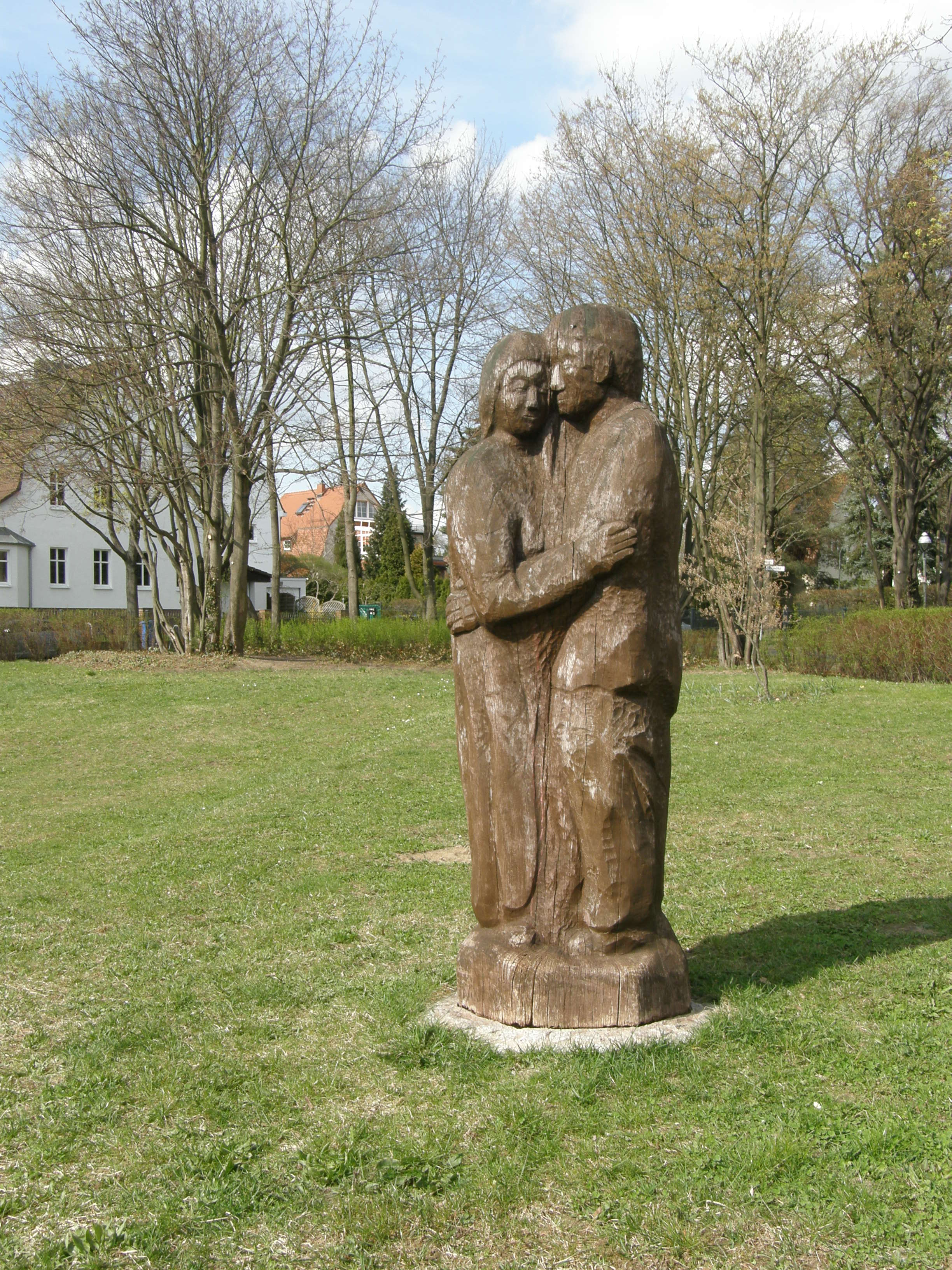
Skulptur Liebespaar, 1999

Auf der leicht modellierten Rasenfläche wurde 1999 im Zuge einer Neugestaltung die Holzskulptur eines Liebespaares aufgestellt. In den Jahren bis zum Bekanntwerden der geplanten Umbenennung wurde der Platz nicht weiter gepflegt und verkam regelrecht zu einem Schandfleck. Nachdem dies durch eine Kiezzeitung einer breiteren Öffentlichkeit bekannt gemacht worden war, erneuerte das zuständige Bezirksamt die Grünanlage.

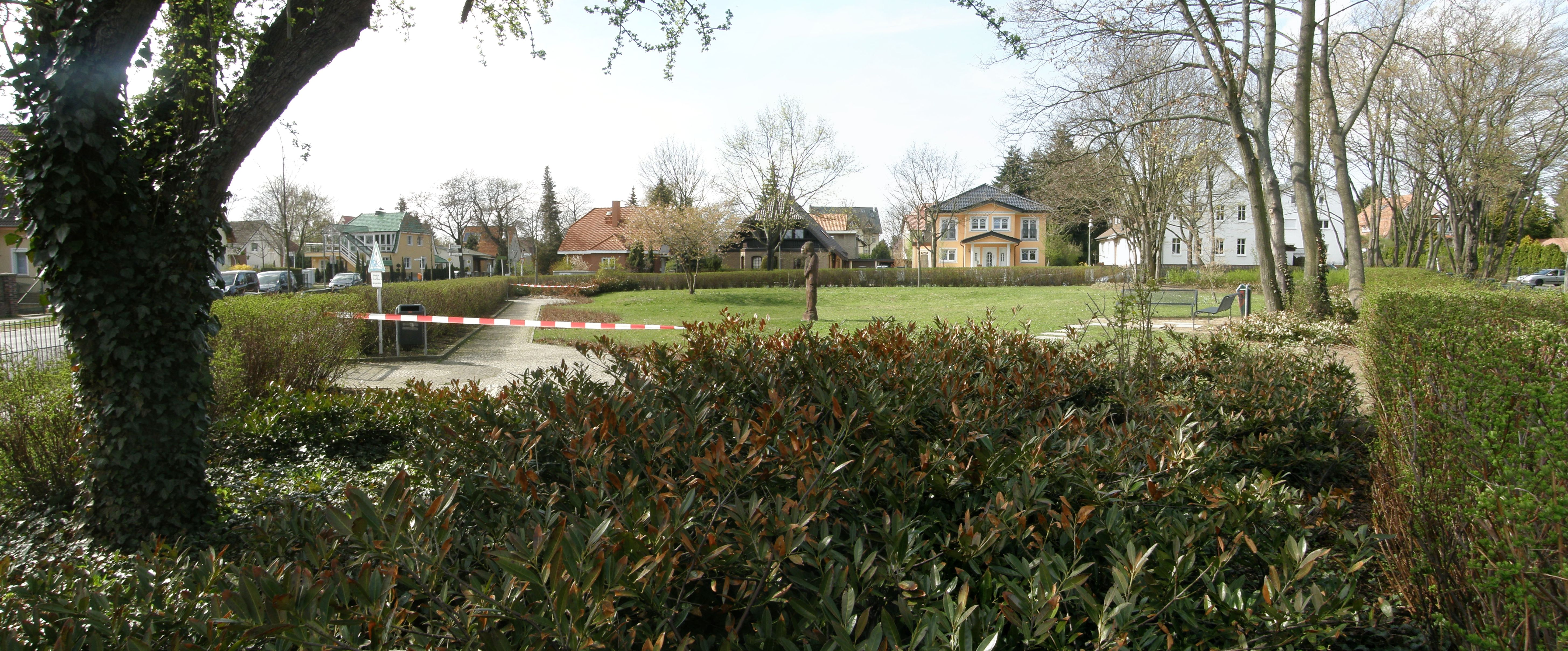
Panorama des Platzes von der Südostecke

Die Namensgebung ehrt Alice Herz, deren Familie in Mahlsdorf-Süd, in der Akazienallee 4/5, ein Haus besessen hatte. In der Zeit des Nationalsozialismus verließ sie 1933 zusammen mit ihrer Tochter Helga Deutschland und fand nach mehreren Stationen schließlich in Detroit (USA) eine neue Heimat. Hier wurde sie später gemäß ihrer Gesinnung als Kämpferin gegen den Vietnamkrieg aktiv. Am 27. Januar 2003, dem Gedenktag für die Opfer des Nationalsozialismus, wurde die Umbenennung von der Berliner Bürgermeisterin Karin Schubert unter Anwesenheit von Vertretern des Bezirksamtes und der Jüdischen Gemeinde zu Berlin in einer Feierstunde vorgenommen.
Die Umbenennung geht auch auf eine Initiative des Berliner Landesfrauenrats zurück, die das Projekt Frauenplätze in den Berliner Bezirken forciert.